# 奇夢達
奇夢達公司（英語：Qimonda AG）是一家在2006年5月1日由英飛凌科技公司分拆而成的新記憶體公司，曾為全球第二大的DRAM公司、300mm工業的領導者和個人電腦及伺服器DRAM產品市場最大的供應商之一。奇夢達總部位於德國慕尼黑，2006年財政年度淨銷售額為48億9,000萬美元，除稅及利息前盈利為2億5900萬。
2009年1月23日，由於公司營運不佳，該公司向法院申請破產保護，其後並清算資產。2009年4月企業再生開始。

## Qimonda的意思
奇夢達（Qimonda）的名稱與品牌一致表達了該公司的人生觀與個性，說明了其遠見與價值。“Qimonda”一字擁有不同含意並關聯了不同的語言，“Qi”意為呼入與流動的能量（炁），而“monda”為拉丁文中“世界”之意；直覺上可解釋為“進入世界的鑰匙”（key-monda）。

## 成就
奇夢達是最先實際轉換使用300mm技術生產DRAM的供應商之一，該公司約三分之二的DRAM位元是使用300mm晶圓生產。
2006年9月18日，奇夢達公司與南亞科技公司共同宣佈成功硏製75nm DRAM深溝技術，相比以前的90nm工藝75nm製程進一步減低晶元的尺寸因而增加了每塊晶圓的可分割量約40%。

## 聯盟
奇夢達曾與華亞科技、中新蘇州工業園區創業投資有限公司、中芯國際、華邦電子、IBM、Altis、超微及杜邦光罩等企業達成戰略伙伴關係。

## 產品

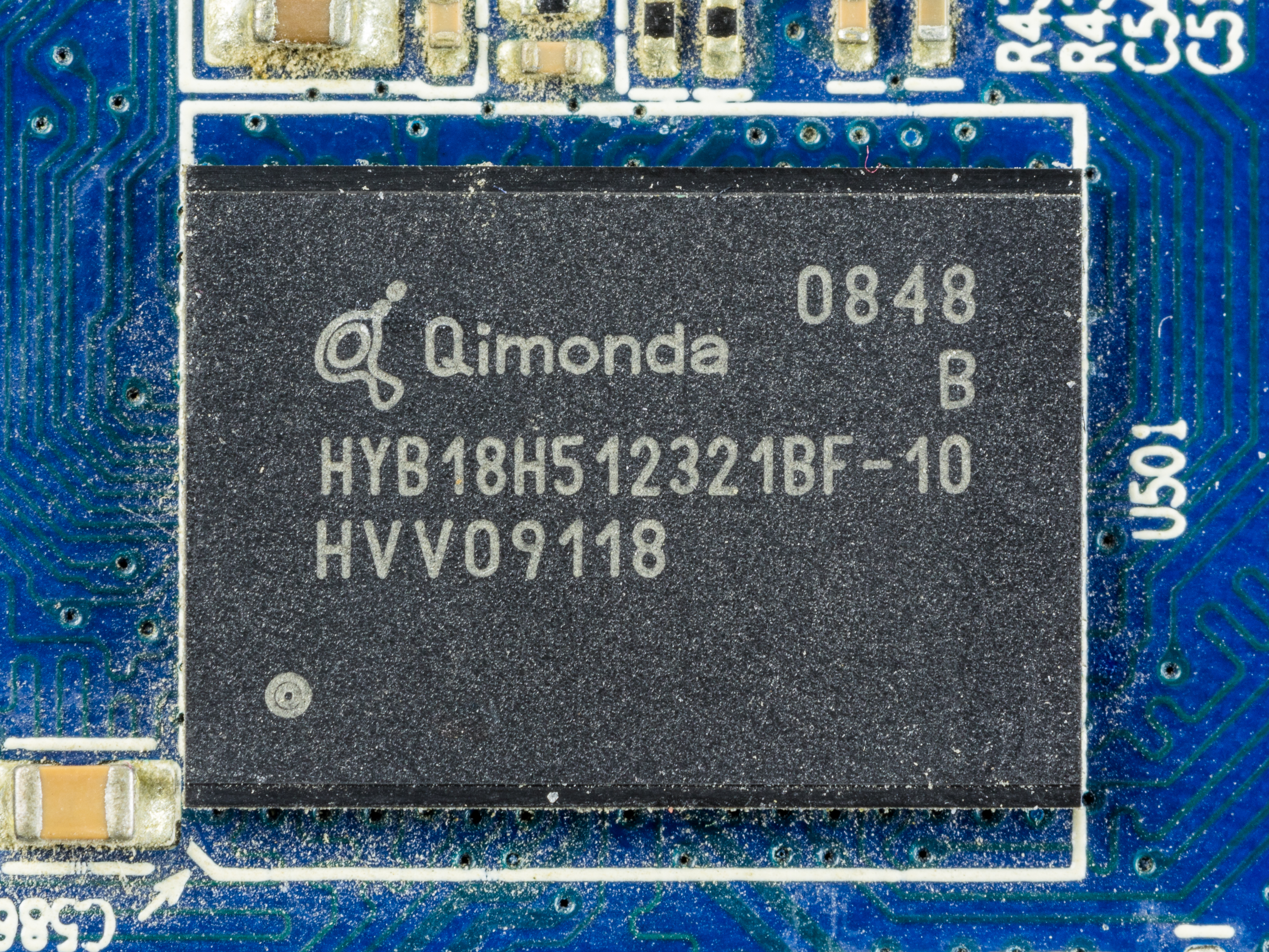
Qimonda 512 Mbit GDDR3

- 電腦運算用DRAM
- 圖形記憶體
- 消費級DRAM
- 移動裝置用記憶體
- 快閃記憶體

## 對手
- Hynix
- 美光
- 三星電子
- 爾必達記憶體

## 外部連結
- 任天堂Wii遊戲機使用奇夢達GDDR3圖形記憶體